# Lima Barros (Schiff, 1866)
Die Lima Barros (ex paraguayisch Belona) war ein Panzerschiff-Monitor (Portugiesisch: Monitor Encouraçado) der Kaiserlich Brasilianischen Marine, der ab 1866 im Tripel-Allianz-Krieg auf dem Río Paraguay eingesetzt wurde.

## Geschichte
Der Monitor war von der paraguayischen Regierung von Francisco Solano López in Auftrag gegeben worden und sollte ursprünglich den Namen Belona (nach der römischen Kriegsgöttin Bellona) tragen. Durch den Ausbruch des Tripel-Allianz-Krieges 1864 war Paraguay vom Auftragnehmer in England abgeschnitten und konnte den Bau nicht weiterfinanzieren.
Das Schiff war eine vergrößerte Version des Panzer-Monitors Bahia, der nur einen Geschützturm besaß und von Paraguay als Minerva in Auftrag gegeben worden war und ebenfalls vom Kaiserreich Brasilien erworben wurde. Der Rohbau der Belona wurde offenbar noch auf dem Helgen von Brasilien angekauft und nach dem Guarda-marinha Francisco José Lima Barros (1847–1865) benannt, der in der Schlacht von Riachuelo gefallen war.
Im September 1866 war die Lima Barros an der Schlacht bei Curupaytí, am 19. Februar 1868 beim Durchbruch von Humaitá (Portugiesisch: Passagem de Humaitá) beteiligt.

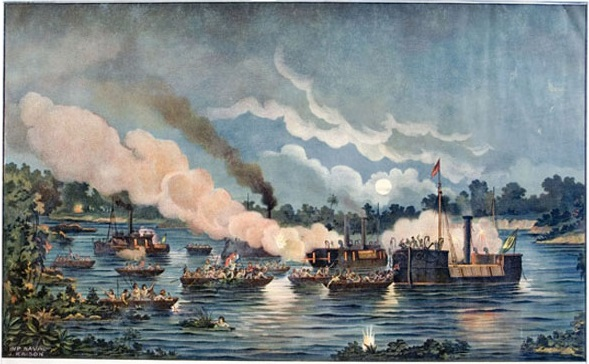
Abordagem dos couraçados „Lima Barros“ e „Cabral“

Wenige Tage später, in den frühen Morgenstunden des 2. März 1868, wurden die Lima Barros und die Panzerkorvette Cabral von mindestens 200 Paraguayern mit 24 als Treibgut getarnten Kanus unter Führung eines Hauptmanns Yunez angegriffen. Die Kanus wurden jedoch vorzeitig von einem Wachtschiff entdeckt, so dass sich die Besatzungen der beiden Panzerschiffe vor den Entermannschaften im Schiffsinneren in Deckung begeben konnten. Insbesondere auf der Lima Barros kam es zu einem heftigen Nahkampf. Den enternden Paraguayern gelang es jedoch nicht, in das Schiffsinnere einzudringen. Beendet wurde das Gefecht, als weitere brasilianische Panzerschiffe die geenterten Schiffe mit Kartätschenfeuer belegten und dabei den größten Teil der Entermannschaften töteten.
Auf der Lima Barros fiel neben einigen Besatzungsmitgliedern auch der zufällig an Bord befindliche Chef des Panzergeschwaders, Kapitän zur See Joaquim Rodrigues da Costa (* 1817). Insgesamt wurden auf dem Schiff 78 Leichname gefallener Paraguayer vorgefunden.
Über die Dienstzeit nach Kriegsende sind keine Einzelheiten bekannt; die Panzerschiffe waren nach dem Krieg obsolet geworden. 1894 wurde die Lima Barros aus der Liste der Kriegsschiffe gestrichen und 1905 abgewrackt.